# Plavuňka zaplavovaná
Plavuňka zaplavovaná (Lycopodiella inundata) je druh plavuňky rostoucí i v ČR.

## Popis
Její lodyhy jsou dichotomicky větvené, 2–10 cm dlouhé, často přichycené drobnými kořínky k substrátu. Jsou zakončeny výtrunicovým klasem. Lodyha na podzim odumírá. Trofofyly jsou čárkovitě kopinaté dlouhé 3,7 mm a široké 1 mm. Na plazivých lodyhách směřují vzhůru, na plazivých šikmo odstávají Sporofyly jsou podobné trofofylům, ale bývají obvykle delší, na bázi rozšířené s ojedinělými zuby. Výtrusnicové klasy jsou nezřetelné, přisedlé k vrcholu větví. Dozrávají od července do října. Vegetativně se rozmnožuje drobnými adventivními pupeny, vyrůstajcími na větvích mezi trofofyly.

## Výskyt
Roste na narušených plochách, okrajích rašeliništ, mokrých a písčitých okrajích rybníků. Nalezneme ji také na bažinatých loukách.
Rozšíření v ČR: Roste velmi zřídka od nížin po hory a vyhýbá se teplým oblastem. Nejčastější je na Třeboňsku a na Šumavě, jinak velmi vzácně.
Celkové rozšíření: Evropa, převážně západní a střední, na sever po 67° severní šířky, ve východní Evropě se vyskytuje pouze ojediněle. Nejjižněji se vyskytuje ve Španělsku a v Bulharsku. V části Severní Ameriky a při pobřeží Tichého oceánu. Vzácně ji nalezneme v Japonsku.

## Stupeň ohrožení
V České republice patří mezi silně ohrožené rostliny, je chráněna zákonem.